# Reifferscheidia speciosa
Reifferscheidia es un género de plantas con flores perteneciente a la familia de las dilleniáceas. es un género monotípico de plantas  perteneciente a la familia Dilleniaceae. Su única especie es: Reifferscheidia speciosa

## Taxonomía
Reifferscheidia speciosa fue descrita por Karel Presl y publicado en Reliquiae Haenkeanae 2(2): 74, t. 62. 1835.